# Revenge (mixtape XXXTentaciona)
Revenge – mixtape amerykańskiego rapera XXXTentaciona wydany 16 maja 2017 roku przez wytwórnię muzyczną Empire. Album osiągnął najwyższą pozycję na 28 miejscu listy Billboard 200 w Stanach Zjednoczonych. Nagrania uzyskały status złotej płyty w Stanach Zjednoczonych.

## Single
Główny singel z krążka, zatytułowany „Look at Me”, miał swoją premierę 30 grudnia 2015 r. na SoundCloud. Piosenka została później wydana na iTunes jako singel 29 stycznia 2016 r., aż została później ponownie wydana do pobrania cyfrowego ze zremasterowaną i ocenzurowaną wersją utworu 20 lutego 2017 r. przez Empire Distribution.

## Odbiór krytyczny
Adrian Glover z Salute Magazine pochwalił Revenge, przyznając jej pełną ocenę 5/5, wychwalając XXXTentaciona jako nowego „geniusza układanki” w muzyce i chwaląc jego muzyczną różnorodność, ryzyko i potencjał projektu. Następnie dalej wychwalał XXXTentaciona jako „kogoś, kto mógłby przywołać dziwaczny geniusz Milesa Davisa”.

## Sprzedaż
Revenge zadebiutowała pod numerem 76 na liście Billboard 200 na liście z dnia 3 czerwca 2017 r. Później krążek osiągnął szczyt pod numerem 28 po zabójstwie XXXTentaciona 18 czerwca 2018 r.

## Lista utworów
Opracowano na podstawie materiału źródłowego.
1. „Look At Me!”
2. „I Don’t wanna do this anymore”
3. „Looking for a star (Cant get you out of my head)”
4. „King”
5. „Slipknot” (gościnnie: Killstation, Kin$oul)
6. „Yung Bratz”
7. „RIP Roach” (gościnnie: Ski Mask the Slump God)

## Pozycję na listach

### Pozycję tygodniowe
| Lista (2017–18)                        | Pozycja |
| -------------------------------------- | ------- |
| Kanada (Billboard)                     | 36      |
| Dania (Hitlisten)                      | 31      |
| Finlandia (Suomen virallinen lista)    | 38      |
| Nowa Zelandia (RMNZ)                   | 35      |
| Norwegia (VG-lista)                    | 21      |
| Szwecja (Sverigetopplistan)            | 42      |
| USA Billboard 200                      | 28      |
| USA Top R&B/Hip-Hop Albums (Billboard) | 15      |

### Pozycję pod koniec roku
| Lista (2017)                           | Pozycja |
| -------------------------------------- | ------- |
| USA Top R&B/Hip-Hop Albums (Billboard) | 93      |
| Lista (2018)                           | Pozycja |
| Islandia (Plötutíóindi)                | 81      |
| USA Billboard 200                      | 196     |

## Certyfikaty
| Kraj                     | Certyfikat | Ilość sprzedanych jednostek |
| ------------------------ | ---------- | --------------------------- |
| Dania (IFPI)             | Złoto      | 10,000                      |
| Stany Zjednoczone (RIAA) | Złoto      | 500,000                     |